# Bromato
Entre las sustancias químicas, el término bromato, hace referencia al oxianión monovalente de fórmula molecular BrO3-,  procedente del ácido brómico. También reciben el nombre de bromatos las sales que contienen este anión. Ejemplos de bromatos son el bromato de sodio, NaBrO3, el bromato de potasio, KBrO3, y el bromato de plata, AgBrO3.

## Características y propiedades
Los bromatos son compuestos estructuralmente similares a los cloratos y yodatos, con estructura  en forma piramidal de tres caras con el átomo de bromo situado en el vértice.  Su propiedades químicas son similares a las de los cloratos, aunque es más oxidante. Las sales con metales alcalinos o alcalinotérreos, son por lo general, menos solubles que sus correspondientes cloratos.

### Propiedades oxido-reductoras
Debido a su carácter fuertemente oxidante, los bromatos se reducen fácilmente a bromo molecular (Br2) o a bromuro (Br-). Esta reducción puede producirse se forma espontánea si se trata el bromato con ácido sulfúrico concentrado, generando bromo y oxígeno. 
{\displaystyle {\ce {8BrO3- + 8H+ -> 4Br2 + 10O2 + 4H2O}}}
Los reductores habituales, como el nitrito sódico en medio ácido, o el ácido sulfuroso, también descomponen el bromato a bromo. Cuando se encuentran en exceso, la reacción puede continuar hasta la reducción total a bromuro. El mismo bromuro puede reducir al bromato en medio ácido, si se toma la precaución de acidular después de la adición del bromuro:
{\displaystyle {\ce {BrO3- + 5Br- + 6H+ -> 3Br2 + H2O}}}

## Síntesis
En laboratorio, los bromatos se pueden obtener disolviendo Br2 en una disolución concentrada de hidróxido de potasio (KOH). En estas condiciones se produce la dismutación del bromo molecular a bromuro y hipobromito, muy inestable, que rápidamente se oxida a bromato.  
{\displaystyle {\ce {Br2 + 2OH- -> Br- + BrO- + H2O}}}
{\displaystyle {\ce {3BrO- -> BrO3- + 2Br-}}}
Los bromatos  también se pueden obtener por oxidación de los bromuros. Las aguas de abastecimiento municipal ricas en ion Br- pueden llegar a contenerlo si se someten a procesos de ozonización:
{\displaystyle {\ce {Br- + O3 -> BrO3-}}}
La presencia de bromato en el agua potable no es deseable ya que se sospecha que podría ser un carcinógeno humano. aunque todavía no existen datos suficientemente relevantes.
Mediante procesos electroquímicos, como el proceso cloro-álcali, una electrólisis sin membrana de salmuera que se emplea para obtener hipoclorito, también producirá bromato si el ion bromuro está presente en la disolución de salmuera.
La fotoactivación (exposición a la luz solar) activa al dióxido de cloro, o al cloro líquido o gaseoso, para generar bromato en agua que contenga bromuro.

## Usos
El bromato de sodio y el bromato de potasio se emplean como neutralizantes de permanentes para el cabello, en el tinte o teñido de tejidos con colorantes al azufre. Se emplearon, hasta su prohibición a finales del siglo XX, para madurar la harina durante la molienda, para tratar la cebada en el proceso de elaboración de cerveza y para preparar pastas de pescado.

## Efectos sobre la salud humana
Los bromatos en el agua potable son indeseables debido a que se sospecha que pueden tener un efecto carcinógeno sobre humanos. Se estima que el límite superior de la potencia cancerígena del bromato es de 0,19 mg/kg de peso corporal al día, por lo que el valor de referencia para el bromato contenido en agua potable es de 0,01 mg/L. Los únicos organismos que desarrollan tumores con bromato de potasio, también desarrollaron tumores con carbonato de potasio.
Según estudios del Cancer Immunology and Immunotherapy Center (CIIC), hay pruebas suficientes que muestran la capacidad cancerígena del bromato de potasio en animales de experimentación pero no hay indicios suficientes de su efecto en humanos, por lo que ha sido clasificado en el Grupo 2B (posiblemente cancerígeno para el ser humano). El bromato es mutágeno tanto "in vitro" como "in vivo" pero se desconoce su modo de acción.
La presencia de este compuesto en el agua de bebida Dasani, de Coca-Cola, obligó a la retirada de ese producto en el Reino Unido. Se han realizado propuestas para reducir la formación de bromatos como:
- Bajar la temperatura del agua durante la ozonización. La reacción de oxidación de bromuro a bromato es más lenta en frío.
- Añadir amoníaco, perclorato, o cloro.
- Bajar el pH del agua a un valor comprendido entre 5,9 y 6,3.
- Limitar las dosis de ozono aplicadas.
- Mejorar la eficiencia del contacto ozono-agua utilizando tanques presurizados de atmósfera cerrada

y venturis para reducir el tiempo de contacto.

## Contaminación de embalses
El 14 de diciembre de 2007, se anunció por parte del Departamento de Agua y Energía de la ciudad de Los Ángeles (LADWP) que los embalses Silver Lake y Elysian iban a ser drenados debido a la contaminación por bromatos. Los bromatos se forman habitualmente cuando el agua que contiene bromuros se purifica con ozono, método empleado en las plantas de potabilización. En el caso de los embalses de Silver Lake y Elysian, sin embargo, una combinación de bromuros procedentes de aguas de pozo, cloro y luz solar formaron los bromatos. La descontaminación tardó 4 meses y consistió en la descarga de aproximadamente 2,3 millones de m³ de agua contaminada.
El 9 de junio de 2008 dicho organismo comenzó a cubrir la superficie de 4 hectáreas, correspondiente a 0,22 millones de m³ de agua del embalse abierto Ivanhoe con bolas de plástico negro, para bloquear la luz solar que causa de modo natural que los bromuros presentes en el agua reaccionen con el cloro empleado en el tratamiento de potabilización. Serán necesarias 30 millones de bolas de 0'40 dólares para cubrir los embalses Ivanhoe y Elysian.